# 1988年の音楽
1988年の音楽（1988ねんのおんがく）では、1988年（昭和63年）の音楽分野に関する出来事について記述する。
1987年の音楽-1988年の音楽-1989年の音楽

## 概要・できごと
- ニュージャックスウィングがアメリカでブームになった[注 1]。
- 8cm「CD」シングルが登場した。
- スティーヴ・ウィンウッド[注 2]の「ロール・ウィズ・イット」がビルボード年間チャートの2位に入った。
- 日本で光GENJIがブームとなり、「パラダイス銀河」「ガラスの十代」「Diamondハリケーン」がオリコン・シングル年間チャートの1位から3位を独占した[1]。4位には男闘呼組が入った。
- ジャズのチェット・ベイカーが転落死[注 3]。自殺か事故かは諸説ある。
- 日本でTBS系ドラマ『男女7人秋物語』の主題歌「SHOW ME」（歌は森川由加里、オリジナルはカバー・ガールズ）が前年度末からヒット継続。前年売上を含めると40万枚を超え、本年8位の「ANGEL」と同等のヒットとなる。
- インディーズ・レーベルの作品（Xのアルバム『Vanishing Vision』）が、メジャー・チャートにランクインした。
- 日本でのCDプレーヤーの普及率 16.1% (内閣府「消費動向調査」)[2]。

## 詳細
- 3月 - ミック・ジャガー初来日。大阪城ホールと東京ドームにてソロコンサートを行う。
- 4月4日・5日 - BOØWYが東京ドームにて、"LAST GIGS"と称した解散コンサートを行う。
- 4月11日 - 坂本龍一がラストエンペラーで日本人初のアカデミー賞・作曲賞を受賞。
- 6月 - 東芝EMI、RCサクセション『COVERS』の発売を中止。8月にKITTY RECORDSより発売される。
- 6月25日 - サザンオールスターズが「みんなのうた」で『KAMAKURA』以来約3年ぶりに活動を再開。
- 7月25日 - 箱崎晋一朗（1945年）が40代の若さで死去した。
- 11月2日 - シブがき隊が国立代々木競技場第一体育館でのコンサートをもって“解隊”。
- 12月31日
  - 第30回日本レコード大賞　パラダイス銀河／光GENJI

最優秀歌唱賞　島倉千代子／人生いろいろ、最優秀新人賞　男闘呼組／DAY BREAK
  - 第39回NHK紅白歌合戦

## 洋楽シングル
- リック・アストリー - 「ネバー・ギブ・ユー・アップ」
- リック・アストリー - 「トゥゲザー・フォーエヴァー」
- ボビー・ブラウン - 「ドント・ビー・クルエル」
- ジェームス・ブラウン – アイム・リアル
- Eric Carmen – Hungry Eyes
- The Church – Under the Milky Way
- フィル・コリンズ - 「トゥー・ハーツ」
- Phil Collins – A Groovy Kind of Love
- Def Leppard – Love Bites
- Eighth Wonder – I'm Not Scared
- Eddie Money – Walk On Water
- Enya – Orinoco Flow (Sail Away)
- EU – Da Butt
- Europe – Open Your Heart
- アイスT - 「アイム・ユア・プッシャー」
- INXS - 「ニード・ユー・トゥナイト」
- EU - 「ダ・バット」[3]
- エンヤ - 「オリノコ・フロウ」
- フェアーグラウンド・アトラクション - 「パーフェクト」
- フル・フォース - 「オール・イン・マイ・マインド」
- フレディ・ジャクソン - 「ヘイ・ラバー」
- ガイ - 「グルーブ・ミー」[4]
- アイスT - 「アイム・ユア・プッシャー」
- INXS - 「ニード・ユー・トゥナイト」
- カイリー・ミノーグ - 「ラッキー・ラヴ」
- ガンズ・アンド・ローゼズ - 「スウィート・チャイルド・オブ・マイン」
- キース・スウェット - 「アイ・ウォント・ハー」
- クール・モー・ディー - 「ワイルド・ワイルド・ウエスト」
- グロリア・エステファン&マイアミ・サウンド・マシーン - 「1-2-3」
- スティーヴ・ウィンウッド - 「ロール・ウィズ・イット」[5]
- ジョニー・ケンプ - 「ジャスト・ガット・ペイド」
- マイケル・ジャクソン - 「スムーズ・クリミナル」
- ジョニー・ヘイツ・ジャズ - 「シャッタード・ドリームス」
- ニュー・オーダー - 「ブルー・マンデー 1988」
- ペット・ショップ・ボーイズ - 「オールウェイズ・オン・マイ・マインド」

## 洋楽アルバム
- アンスラックス – State of Euphoria
- バナナラマ - 『バナナラマ・グレイテスト・ヒッツ』
- ブラインド・ガーディアン - 『バタリアンズ・オブ・フィア」
- Blue For Two – Songs For a Pale and Bitter Moon
- Bon Jovi – New Jersey
- Tracy Chapman – Tracy Chapman
- Leonard Cohen – I'm Your Man
- Christopher Cross – Back of my Mind
- Crimson Glory - Transcendence
- Deep Purple – Nobody's Perfect
- Dinosaur Jr. – Bug
- Bob Dylan – Down in the Groove
- Eddie Money – Nothing to Lose
- ガイ – 『ガイ』
- カイリー・ミノーグ - 『ラッキー・ラヴ』
- ガンズ・アンド・ローゼス - 『アペタイト・フォー・ディストラクション』
- スティーヴ・ウィンウッド - 『ロール・ウィズ・イット』
- ビズ・マーキー - 『ゴーイン・オフ』[6]ビズズ・バッデスト・ビーツ』
- メタリカ – 『メタル・ジャスティス』
- R.E.M. - 『グリーン』
- サウンドトラック『スクール・デイズ』
- キース・スウェット – 『メイク・イット・ラスト・フォーエバー』

## 総合シングル (オリコン)
年間TOP50
- 集計会社 オリコン

※1987年12月7日付 - 1988年11月28日付
- 1位 光GENJI：「パラダイス銀河」
- 2位 光GENJI：「ガラスの十代」
- 3位 光GENJI：「Diamondハリケーン」
- 4位 男闘呼組：「DAYBREAK」
- 5位 長渕剛：「乾杯」
- 6位 工藤静香：「MUGO・ん…色っぽい」
- 7位 光GENJI：「剣の舞」
- 8位 氷室京介：「ANGEL」
- 9位 中山美穂：「人魚姫 mermaid」
- 10位 久保田利伸：「You were mine」
- 11位 南野陽子：「吐息でネット。」
- 12位 サザンオールスターズ：「みんなのうた」
- 13位 中森明菜：「TATTOO」
- 14位 中森明菜：「AL-MAUJ (アルマージ)」
- 15位 中山美穂：「You're My Only Shinin' Star」
- 16位 長渕剛：「とんぼ」
- 17位 浅香唯：「C-Girl」
- 18位 田原俊彦：「抱きしめてTONIGHT」
- 19位 南野陽子：「はいからさんが通る」
- 20位 瀬川瑛子：「命くれない」
- 21位 桑田佳祐：「いつか何処かで (I FEEL THE ECHO)」
- 22位 南野陽子：「あなたを愛したい」
- 23位 工藤静香：「FU-JI-TSU」
- 24位 坂本冬美：「祝い酒」
- 25位 少年隊：「ふたり」
- 26位 尾崎豊：「太陽の破片」
- 27位 瀬川瑛子：「憂き世川」
- 28位 渡辺美里：「恋したっていいじゃない」
- 29位 小林幸子：「雪椿」
- 30位 南野陽子：「秋からも、そばにいて」
- 31位 森川由加里：「SHOW ME」
- 32位 浅香唯：「セシル」
- 33位 少年隊：「What's your name?」
- 34位 TM NETWORK：「BEYOND THE TIME (メビウスの宇宙を越えて)」
- 35位 チョー・ヨンピル：「想いで迷子」
- 36位 TM NETWORK：「SEVEN DAYS WAR」
- 37位 松田聖子：「旅立ちはフリージア」
- 38位 桑田佳祐：「悲しい気持ち (JUST A MAN IN LOVE)」
- 39位 杉山清貴：「僕の腕の中で」
- 40位 杉山清貴：「風のLONELY WAY」
- 41位 山下達郎：「GET BACK IN LOVE」
- 42位 工藤静香：「抱いてくれたらいいのに」
- 43位 松田聖子：「Marrakech 〜マラケッシュ〜」
- 44位 浅香唯：「Believe Again」
- 45位 TUBE：「Beach Time (ビーチタイム)」
- 46位 渡辺美里：「悲しいね」
- 47位 HOUND DOG：「AMBITIOUS」
- 48位 武田鉄矢・芦川よしみ：「男と女のはしご酒」
- 49位 小泉今日子：「GOOD MORNING-CALL」
- 50位 尾形大作：「無錫旅情」

## 音楽配信 (日本)

### 音楽配信ゴールド認定シングル
| 作品名                                         | 認定       |
| ミリオン                                       | ミリオン   |
| ---------------------------------------------- | ---------- |
| ドリーミング「アンパンマンのマーチ」（着うた） | 2011年6月  |
| プラチナ                                       |            |
| 爆風スランプ「Runner」                         | 2020年10月 |
| ゴールド                                       |            |
| マイケル・ジャクソン「スムーズ・クリミナル」   | 2010年6月  |
| 竹内まりや「元気を出して」                     | 2014年1月  |
| TM NETWORK「STILL LOVE HER (失われた風景)」    | 2018年1月  |
| 中山美穂「You're My Only Shinin' Star」        | 2023年2月  |

## 総合アルバム (オリコン)
年間TOP50
- 集計会社 オリコン

※1987年12月7日付 - 1988年11月28日付
- 1位 光GENJI：『光GENJI』
- 2位 松任谷由実：『ダイアモンドダストが消えぬまに』
- 3位 渡辺美里：『ribbon』
- 4位 久保田利伸：『Such A Funky Thang!』
- 5位 長渕剛：『NEVER CHANGE』
- 6位 桑田佳祐：『Keisuke Kuwata』
- 7位 レベッカ：『Poison』
- 8位 BOØWY：『“LAST GIGS”』
- 9位 光GENJI：『Hi!』
- 10位 氷室京介：『FLOWERS for ALGERNON』
- 11位 南野陽子：『NANNO Singles』
- 12位 浜田省吾：『FATHER'S SON』
- 13位 杉山清貴：『kona weather』
- 14位 中森明菜：『Stock』
- 15位 岡村孝子：『SOLEIL』
- 16位 BOØWY:『MORAL+3』
- 17位 杏里：『BOOGIE WOOGIE MAINLAND』
- 18位 松田聖子：『Citron』
- 19位 安全地帯：『安全地帯VI〜月に濡れたふたり』
- 20位 中山美穂：『CATCH THE NITE』
- 21位 レベッカ：『OLIVE』
- 22位 山下達郎：『僕の中の少年』
- 23位 久保田利伸：『GROOVIN'』
- 24位 荻野目洋子：『POP GROOVER The Best』
- 25位 米米CLUB：『GO FUNK』
- 26位 尾崎豊：『街路樹』
- 27位 中山美穂：『COLLECTION』
- 28位 小比類巻かほる：『Hearts On Parade』
- 29位 竹内まりや：『REQUEST』
- 30位 中森明菜：『Femme Fatale』
- 31位 サウンドトラック：『交響組曲「ドラゴンクエストIII」そして伝説へ…』
- 32位 BARBEE BOYS：『Black List』
- 33位 久保田利伸：『SHAKE IT PARADISE』
- 34位 今井美樹：『Bewith』
- 35位 工藤静香：『静香』
- 36位 中山美穂：『Mind Game』
- 37位 稲垣潤一：『EDGE OF TIME』
- 38位 TUBE：『Beach Time』
- 39位 プリンセス・プリンセス：『HERE WE ARE』
- 40位 工藤静香：『ミステリアス』
- 41位 TM NETWORK：『humansystem』
- 42位 HOUND DOG：『BE QUIET』
- 43位 岡村孝子：『After Tone』
- 44位 南野陽子：『GLOBAL』
- 45位 少年隊：『BEST OF 少年隊』
- 46位 布袋寅泰：『GUITARHYTHM』
- 47位 角松敏生：『BEFORE THE DAYLIGHT〜is the most darkness moment in a day』
- 48位 矢沢永吉：『共犯者』
- 49位 男闘呼組：『男闘呼組』
- 50位 松田聖子：『Snow Garden』

## ビデオソフト
Category:1988年のライブ・ビデオを参照

## 音楽イベント
| 開催日        | タイトル |
| ------------- | --- |
| 7月23日・24日 | 第6回 PEACEFUL LOVE ROCK FESTIVAL 1988                                                                                           |
| 8月5日・6日   | '88 SUPER JAM |
| 8月7日        | DOKKIN LIVE TSUSHIMA SOUND SPARK '88                                                                                             |
| 8月20日       | KIRIN SOUND TOGETHER POP HILL '88                                                                                                |
| 8月7日        | Rock'n Roll Olympic 1988 |
| 9月11日       | NAONのYAON 1988 |
| 12月31日      | NEW YEAR ROCK FESTIVAL 日本における 実力と 才能と すぐれた人間性とを持ち合わせた 最も要領の悪いアーティストの集会 16th 1988-1989 |
| 12月31日      | 第39回NHK紅白歌合戦 |

## 主な音楽賞

### 第30回日本レコード大賞
- 大賞
  - パラダイス銀河／光GENJI
- アルバム大賞 
  - FLOWERS for ALGERNON／氷室京介
- 最優秀歌唱賞 
  - 人生いろいろ／島倉千代子
- 最優秀新人賞
  - DAYBREAK／男闘呼組
- 金賞
  - あぁ、グッと／近藤真彦
  - 祝い酒／坂本冬美
  - ANGEL／氷室京介
  - 乾杯／長渕剛
  - ストレンジャーtonight／荻野目洋子
  - TATTOO／中森明菜
  - BEYOND THE TIME／TM NETWORK
  - 北緯五十度／細川たかし
  - 乱れ花／大月みやこ
  - 港の五番町／五木ひろし
  - MUGO・ん…色っぽい／工藤静香
  - You're My Only Shinin' Star／中山美穂
  - You Were Mine／久保田利伸
- 新人賞
  - ABコンプレックス／相川恵里
  - 雨酒場／香西かおり
  - 89番目の星座／仲村知夏
  - JUST ONE MORE KISS TO SEARCH／BUCK-TICK
  - 王将一代 小春しぐれ／大和さくら

### その他
| 賞                                                     | 受賞作・受賞者 |
| ------------------------------------------------------ | --- |
| 第26回ゴールデン・アロー賞                             | - 音楽賞 - 中山美穂 - 新人賞（音楽） - 男闘呼組、藤谷美紀、大和さくら |
| 第21回下谷賞                                           | - 下谷賞 - 矢部政男「ノーザン・エコー」 - 佳作 - 坂本智「キャンパス・マーチ」 |
| 第21回日本有線大賞                                     | - 大賞 - 桂銀淑「夢おんな」 |
| 第21回全日本有線放送大賞                               | - 上期 - テレサ・テン「別れの予感」 - 年間 - 吉幾三「酒よ」 |
| 第21回日本作詩大賞                                     | - 大賞 - 五木ひろし「港の五番町」 |
| 第20回サントリー音楽賞                                 | - 林康子 |
| 第21回新宿音楽祭                                       | - 昭和天皇の容態悪化に配慮して中止 |
| 第19回日本歌謡大賞                                     | - 昭和天皇の容態悪化に配慮して中止 |
| 第18回モービル音楽賞                                   | - 邦楽部門 - 平井澄子 - 洋楽部門（本賞） - アンリエット・ピュイグ＝ロジェ |
| 第18回創作合唱曲公募                                   | - 入賞 - 伴剛一「はる」 - 佳作 - 加藤學「虹とひとと」 |
| 第17回FNS歌謡祭                                        | - グランプリ - 中山美穂「Witches」 - 最優秀歌唱賞 - 中森明菜「I MISSED "THE SHOCK"」 - 最優秀新人賞 - 大和さくら「王将一代 小春しぐれ」 - 最優秀ヒット賞 - 光GENJI - 最優秀視聴者賞 - 五木ひろし「港の五番町」 - 特別賞 - 志村けんとだいじょうぶだぁファミリー「ウンジャラゲ」 - 15周年記念特別奨励賞 - 五木ひろし |
| 第17回東京音楽祭                                       | - 該当者なし |
| 第16回銀座音楽祭                                       | - 最優秀新人賞 - 仲村知夏 |
| 第16回ジロー・オペラ賞                                 | - オペラ大賞 - 栗林義信 - オペラ賞 - 田口興輔、折江忠道、多田羅迪夫 - 新人賞 - 斉田正子、吉武由子 - 特別賞 - 該当者なし |
| 第14回全日本歌謡音楽祭                                 | - 昭和天皇の容態悪化に配慮して中止 |
| 第14回横浜音楽祭                                       | - 昭和天皇の容態悪化に配慮して中止 |
| 第14回日本テレビ音楽祭                                 | - 昭和天皇の容態悪化に配慮して中止 |
| 第14回日本演歌大賞                                     | - 大賞 - 細川たかし「北緯五十度」 |
| 第14回歌謡ゴールデン大賞・新人グランプリ               | - 大和さくら |
| 第13回南里文雄賞                                       | - マーサ三宅 |
| 第13回ライオンリスナーズグランプリ・FM東京最優秀新人賞 | - 吉田真里子 |
| 第12回長崎歌謡祭                                       | - グランプリ - 甲木奈々 - 奨励賞 - 田中愛彦 |
| 第9回入野賞                                            | - 田中聰『"IRIS FIELD " for Orchestra』 |
| 第9回古賀政男記念音楽大賞                              | - 大月みやこ「乱れ花」 |
| 第8回日本作曲大賞                                      | - 今井美樹「静かにきたソリチュード」（作曲:中崎英也） |
| 第7回メガロポリス歌謡祭                                | - 演歌大賞男性部門 - 細川たかし（2度目） - 演歌大賞女性部門 - 大月みやこ - ポップスグランプリポップス大賞 - 中森明菜（3度目） - 最優秀新人ダイヤモンド賞・最優秀新人賞 - 大和さくら、仲村知夏 |
| 第7回JASRAC賞                                          | - 金賞 - 瀬川瑛子「命くれない」 - 銀賞 - 吉幾三「雪国」 - 銅賞 - 武田鉄矢・芦川よしみ「男と女のラブゲーム」 - 国際賞 - 宝島 BGM - 外国作品賞 - フィンツィ・コンティーニ「CHA-CHA-CHA」 |
| 第7回中島健蔵音楽賞                                    | - 国立音楽大学付属図書館・書誌作成グループ - 細川俊夫 - 増永弘昭 |
| 第6回咲くやこの花賞 音楽部門                           | - 大阪チェンバーオーケストラ |
| 第5回現音作曲新人賞                                    | - ヲノサトル |
| 第2回TEENS' MUSIC FESTIVAL                             | - ティーンズ賞・お前だけには負けた賞 - PISTON-KAIYO and CYLINDERS - 熱演賞 - PTON!、√麦2、VOICES - ハウスとんがり大賞 - HUMAN BEINGS - アイドル賞 - 杉浦英子 - ぽっぷん王国大賞 - 学期まⅡ |
| 第2回日本ゴールドディスク大賞                          | - 邦楽 - レベッカ - 洋楽 - ザ・ビートルズ |

## デビュー
- 1月5日 - 圭修／ただもんDay-Night!
- 1月21日 - KAYOCO／TOY BOY
- 1月21日 - JAG-TOY／眠らないで ～WEEKEND SHAKIN'～
- 1月21日 - 武内千佳／No, No, No
- 1月21日 - Right Stuff／Opening Act
- 1月25日 - 真帆花ゆり／海峡わかれ雨
- 2月2日 - 安永亜衣／if
- 2月3日 - 赤坂東児／ヤーレンソーラン北海道
- 2月3日 - 姫乃樹リカ／硝子のキッス
- 2月5日 - 喜多嶋舞／Whisper 〜そっとあなたに〜
- 2月5日 - S.E.N.S.／海神
- 2月21日 - 麻田華子／好き♡嫌い
- 2月21日 - 江口洋介／ガラスのバレイ
- 2月21日 - j trips／ストロベリー・ペインの夏
- 2月25日 - 淺井ひろみ／YOU BAD・ORIGIN
- 2月25日 - 佐木伸誘／君の夢を話してくれ
- 3月16日 - 国実百合／青い制服
- 3月21日 - エレファントカシマシ／デーデ（シングル）・THE ELEPHANT KASHIMASHI（アルバム）
- 3月21日 - 鬼頭径五／BLACK BOOTS
- 3月21日 - 小高恵美／早春の駅
- 3月21日 - 仲村知夏／好きさ!
- 3月25日 - カーネーション／Young Wise Men
- 3月25日 - QUAUTER BUDDY'S／HEART AND BEAT
- 4月1日 - 陣内大蔵／いと小さき君の為に・Moratorium
- 4月1日 - 遊佐未森／瞳水晶
- 4月5日 - 藤谷美紀／転校生
- 4月6日 - 北岡夢子／憧憬（あこがれ）
- 4月6日 - 西田ひかる／フィフティーン
- 4月20日 - 相川恵里／純愛カウントダウン
- 4月21日 - 河内淳一／CARRY ON・One Heart
- 4月21日 - GO-BANG'S／ざまぁカンカン娘
- 4月21日 - 島崎路子／悲しみよりもそばにいる
- 4月21日 - 島津悦子／しのび宿
- 4月21日 - 清水綾子／旅愁人
- 4月21日 - 杉本彩／Boys
- 4月21日 - THE DARTS／MILLION KISS
- 4月21日 - 三上博史／G.O.D.S
- 4月25日 - 城之内ミサ／Dramagic
- 4月27日 - Wink／Sugar Baby Love
- 4月30日 - 高岡早紀／真夜中のサブリナ
- 5月11日 - 伊東真由美／心変わり
- 5月21日 - アンジー／天井裏から愛を込めて
- 5月21日 - 生稲晃子／麦わらでダンス…ソロデビュー
- 5月21日 - 木村恵子／STYLE
- 5月21日 - JUN SKY WALKER(S)／全部このままで（ミニアルバム）
- 5月21日 - 田中律子／FRIENDSHIP
- 5月21日 - 松本孝弘／Thousand Wave（ソロデビュー）
- 5月21日 - 大和さくら／王将一代 小春しぐれ
- 5月21日 - 吉田真里子／とまどい
- 5月21日 -宮崎純／新・ロマンチック
- 5月25日 - 香西かおり／雨酒場
- 5月25日 - SANTA／一度だけ
- 6月21日 - 筋肉少女帯／釈迦・仏陀L
- 6月21日 - 鴻上尚史／そして伝説へ…
- 6月21日 - PASSENGERS／SWAN SONG
- 6月21日 - THE RYDERS／THE RYDERS
- 6月21日 - レプリカ／SUGAR BABY'S GROWIN'
- 6月22日 - 大東恵／扉を開けて 〜TAKE A CHANCE〜
- 6月25日 - 小田達也／愛の嵐
- 6月25日 - The REDS／RED
- 7月1日 - 本田理沙／Lesson2
- 7月21日 - 斉藤満喜子／やりたい放題…ソロデビュー
- 7月21日 - 滝口敬介／今のままで
- 7月21日 - 半田浩二／済州エア・ポート
- 7月21日 - 氷室京介／ANGEL…ソロデビュー
- 7月21日 - BROKEN CHECK／BROKEN CHECK
- 7月25日 - 笠原弘子／Believe yourself Again
- 7月25日 - 夏木晴美／SUGAR GAME（シングル）・QUEEN'S PARK（アルバム）
- 7月26日 - 岡本南／風とかくれんぼ
- 7月27日 - 西川弘志／エデンの夏
- 8月21日 - 小金沢昇司／おまえさがして
- 8月21日 - De-LAX／SENSATION
- 8月24日 - 男闘呼組／DAY BREAK
- 8月24日 - 坂上香織／レースのカーディガン
- 8月25日 - IX・IX／FREEDOM
- 8月25日 - 荒木真樹彦／1999
- 8月25日 - 1st BLOOD／American Dream
- 9月7日 - CHA-CHA／Beginning
- 9月7日 - 円谷優子／HELP
- 9月21日 - 木嶋浩史／THE FLAG～Spirits of '90's～（シングル）・BREAKWATER DAYS（アルバム）
- 9月21日 - B'z／だからその手を離して（シングル）・B'z（アルバム）
- 9月21日 - 久野誠／燃えよドラゴンズ!!'88
- 9月21日 - 鈴木祥子／夏はどこへ行った
- 9月21日 - LINE-UP／Tonight
- 9月21日 - RaCCo組／レモンのキッス
- 9月25日 - 藤井宏一／COOL SEPTEMBER
- 10月5日 - 日詰昭一郎／ああ異常
- 10月5日 - 布袋寅泰／GUITARHYTHM…ソロデビュー
- 10月7日 - 高野寛／See You Again
- 10月8日 - ダウンタウン／夕陽家族
- 10月21日 - 阿Q／ダンスはサイレンの味方（シングル）・MOTHER STANDING（アルバム）
- 10月21日 - 石原詢子／ホレました
- 10月21日 - INA-SECTION／LOST NIGHTINGALE
- 10月21日 - J-BLOODS／Lost One's Way
- 10月21日 - 深津絵里／YOKOHAMAジョーク
- 10月26日 - 川越美和／Looking at You
- 11月2日 - 小林彩子／冬のレインボー
- 11月2日 - 川村カオリ／ZOO
- 11月1日 - SHIHO／GYPSY QUEEN
- 11月2日 - 中山忍／小さな決心
- 11月21日 - 小林武史／Duality
- 11月21日 - THE STREET BEATS／サンクチュアリ・NAKED HEART
- 11月21日 - 東京少年／東京少年（アルバム）
- 11月21日 - ドリーミング／アンパンマンのマーチ
- 11月28日 - STAR FIX／HEARTBREAK EXPRESS
- 12月7日 - 藤井フミヤ／Mother's Touch…ソロデビュー
- 12月10日 - 山口由子／幾千の涙を贈りたい…ソロデビュー
- 12月21日 - 千葉美加／シューティング・スター
- 月日不明 - クレモンティーヌ／アブソルマン・ジャズ
- 月日不明 - キム・ヨンジャ／朝の国から（再デビュー）

## 結成
- アクシス
- 足立シティオーケストラ
- a・chi-a・chi（ - 1998年）
- アナル・カント（ - 2001年、2003年 - 2011年）
- アモン・アマース
- アレステッド・ディベロップメント（ - 1996年、2000年 - ）
- アンダーソン・ブルーフォード・ウェイクマン・ハウ（ - 1991年）
- eastern youth
- イエローダック（ - 1992年?）
- イモレイション
- WIZKIDS（ - 1995年）
- Wink（ - 1996年）
- ウルフルズ（ - 2009年、2014年 - ）
- S.S.T.BAND（ - 1993年、2011年 - 2021年）
- X-レッグド・サリー（ - 1997年）
- えび（ - 1995年）
- ELLIS（ - 1998年）
- LFO（ - 1996年、2003年 - 2014年）
- エレクトロニック（ - 2001年）
- オーケストラ・アンサンブル金沢
- カーネイジ（ - 1991年）
- 海上保安庁音楽隊
- ガスボーイズ
- カダヴァー（ - 1993年、1999年 - 2004年、2019年 - ）
- COME ON BABY（ - 1990年）
- ガリアーノ（ - 1997年）
- カルロス・トシキ&オメガトライブ（ - 1990年）
- カンニバル・コープス
- キャッツ・イン・ブーツ（ - 1990年）
- KUSU KUSU（ - 1994年）
- クラッシュ・テスト・ダミーズ
- GRAND PRIX（ - 1992年）
- GRIFFIN/Osaks（ - 2005年、2014年 - 2019年）
- クリプトプシー
- GLAY
- GEN（ - 1992年）
- ゴッドフレッシュ（ - 2002年、2009年 - ）
- COMPLEX（ - 1990年）
- ザ・カレッジ・オペラハウス管弦楽団
- ザ・グルーヴァーズ
- ザ・シャーラタンズ
- ザ・タイマーズ（ - 1989年、1994年 - 1995年）
- ザ・ビューティフル・サウス（ - 2007年）
- THE YELLOW MONKEY（ - 2004年、2016年 - ）
- The Orchids（ - 1989年）
- The Grid（ - 1996年、2003年 - ）
- THE SAKURA（ - 1991年）
- サフォケイション（ - 1998年、2003年 - ）
- サブライム（ - 1996年）
- サンクトペテルブルク国立交響楽団《クラシカ》
- SEEK（ - 1996年）
- G・GRIP（ - 1992年）
- G-クレフ（ - 1994年）
- JIGGER'S SON（ - 2001年、2012年 - ）
- ジャイアント・ステップス（ - 1990年）
- 小虎隊（ - 1992年）
- JA-JA（ - 1991年）
- シャ乱Q（ - 2000年、2006年 - 2014年）
- スチャダラパー
- スマッシング・パンプキンズ（ - 2000年、2006年 - ）
- SMAP（ - 2016年）
- 3（ - 1988年）
- 311
- Sepia'n Roses（ - 1997年）
- セレモニアル・オース（ - 1996年、2012年 - ）
- センテンスト（ - 2005年）
- SOH BAND
- タイガース・メモリアル・クラブバンド
- CHA-CHA（ - 1992年）
- ディザスター（ - 1990年、1992年 - ）
- ディジー・ミズ・リジー（ - 1998年、2009年 - 2010年、2014年 - ）
- ディスメンバー（ - 2011年、2019年 - ）
- ティン・マシーン（ - 1992年）
- DECAMERON（ - 1997年、2011年 - ）
- デフトーンズ
- デ・ラ・ソウル
- 東京少年（ - 1991年）
- TOKYO ENSEMBLE LAB（ - 1992年）
- 遠TONE音
- ドリーミング
- DREAMS COME TRUE
- 動物園
- 20世紀Jr.（ - 1993年）
- ネイキッド・シティ（ - 1993年）
- NOBU CAINE（ - 2000年）
- バイオハザード（ - 2006年、2008年 - ）
- BY-SEXUAL（ - 1998年）
- バストロ（ - 1993年）
- BAD MESSIAH（ - 1996年）
- バッドランズ（ - 1993年）
- HUMMING BIRD（ - 2000年）
- パラダイス・ロスト
- ハレルヤハッピーズ（ - 1995年）
- P.M.ドーン（ - 2016年）
- BL.WALTZ
- B'z
- B-FRESH（ - 2008年?）
- BEGIN
- ビッグ・マウンテン
- ヒポクリシー
- PINK SAPPHIRE（ - 1995年、2014年 - ）
- ファー・イースト・アシッド・ハウス・クワルテット、もしくはLSD解放同盟
- ブー・ラドリーズ（ - 1999年、2021年 - ）
- FAIRCHILD（ - 1993年）
- 富士山静岡交響楽団
- FLYING KIDS（ - 1998年、2007年 - ）
- ブリーダーズ（ - 1995年、2000年 - ）
- フリッパーズ・ギター（ - 1991年）
- BRAIN DRIVE（ - 1994年、1998年 - ）
- Betty Blue（ - 1992年）
- ボーイズIIメン
- ボーイ・ミーツ・ガール（ - 2005年?）
- ポクポク（ - 2012年?）
- VOX ONE（ - 1997年、2004年 - ）
- Bonnie Duck!?（ - 1993年）
- ホワイト・スカル
- 真心ブラザーズ
- マザー・ラヴ・ボーン
- マジック
- マスカレード
- マッジーニ四重奏団
- マッドハニー
- マッドボール
- 三喜屋・野村モーター'S BAND
- MR.BIG
- ミュージシャン
- ムスタングA.K.A.
- ユーオーディア
- ラード
- ライド
- ライプツィヒ弦楽四重奏団
- LINE-UP
- ラ・ムー
- LINDBERG
- LesVIEW
- ロス・ピオホス
- ロミオズ・ドーター

## 解散・活動休止
- アイリーン・フォーリーン
- アクト
- イーラ・クレイグ
- うしろ髪ひかれ隊（5月2日）
- 大阪放送管弦楽団
- グリム・リーパー（2006年活動再開）
- CO-CóLO（7月）
- ゴドレイ&クレーム
- ザ・シーカーズ（1992年再々結成）
- シブがき隊（11月2日）
- スーパートランプ（1996年再結成）
- ダイアー・ストレイツ（1991年再結成）
- トゥイステッド・シスター（1997年再結成）
- ハナタラシ
- BEE PUBLIC
- BOØWY（4月5日）
- マディ・ランプス
- マルファンクション（2006年活動再開）
- ラヴァーボーイ（1991年再結成）
- Rajas（2002年活動再開）
- RAP
- THE LONDON TIMES（2月21日）2019年再結成

## 再結成
- はちみつぱい（1日限定）
- ロイヤルナイツ

## 生誕
出身地または国籍が日本である人物の国名表記は省略。
- 1月9日 - 伊万里有（佐賀県、俳優、歌手）
- 1月10日 - 光上せあら（京都府、歌手、元SDN48）
- 1月13日 - 黒崎真音（東京都、歌手、+2023年）
- 1月14日 - 橋本江莉果（静岡県、歌手）
- 1月18日 - 佐土原かおり（富山県、声優、歌手、sweet ARMS）
- 1月26日 - nicecream（宮崎県、歌手、電波少女）
- 2月1日 - 多田宏（歌手、The Sketchbook）
- 2月3日 - キュヒョン（ 韓国、歌手、SUPER JUNIOR）
- 2月7日 - 加護亜依（奈良県、歌手・タレント、元モーニング娘。）
- 2月8日 - 佐々木希（秋田県、女優、元歌手）
- 2月10日 - 西明日香（兵庫県、声優、歌手）
- 2月10日 - 山村響/hibiku（福岡県、声優、歌手）
- 2月11日 - ジュンジュン（ 中国、歌手、元モーニング娘。）
- 2月14日 - 柴小聖（栃木県、女優、タレント、COSMETICS）
- 2月18日 - チャンミン（ 韓国、東方神起）
- 2月19日 - 入野自由（東京都、歌手・声優）
- 2月21日 - ウエダカズキ（東京都、歌手、THIS IS PANIC）
- 3月4日 - 大田翔（東京都、テノール歌手、SiriuS）
- 3月4日 - ダイスケ（神奈川県、歌手）
- 3月6日 - Shizuka（大阪府、歌手・ダンサー、DANCE EARTH PARTY、元Dream、E-girls）
- 3月6日 - 藤森元生（SAKANAMON、歌手、宮崎県）
- 3月9日 - 石城結真（福島県、歌手、ROOT FIVE）
- 3月11日 - ピコ（兵庫県、歌手）
- 3月12日 - 辻村有記（兵庫県、歌手、HaKU）
- 3月14日 - 出口陽（三重県、元SKE48）
- 3月15日 - NANAE（沖縄県、歌手、seven oops）
- 3月16日 - 片岡あづさ（千葉県、歌手・声優、LISP）
- 3月16日 - ZAQ（鹿児島県、歌手）
- 4月8日 - 新田紀彰（茨城県、ミュージシャン、plenty）
- 4月12日 - 小原春香（広島県、歌手、AKB48およびSDN48の元メンバー）
- 4月12日 - 森公平（滋賀県、歌手、俳優、サーターアンダギー）
- 4月13日 - KENTA（熊本県、歌手、WANIMA）
- 4月15日 - 沼倉愛美（神奈川県、声優、歌手）
- 4月17日 - Taka（東京都、歌手、ONE OK ROCK）
- 4月19日 - 小嶋陽菜（埼玉県、歌手・モデル・女優・タレント、ノースリーブス、元AKB48）
- 5月2日 - Pile（東京都、声優、歌手、μ's）
- 5月7日 - 林部智史（山形県、歌手）
- 5月11日 - 織田かおり（神奈川県、歌手）
- 5月11日 - Ami（大阪府、歌手、元Dream、E-girls）
- 5月12日 - 寺中友将（熊本県、ミュージシャン、KEYTALK）
- 5月12日 - さつき が てんこもり（北海道、ミュージシャン）
- 5月12日 - やしきん/小林康太/アクセルP（東京都、ミュージシャン）
- 5月12日 - 白波多カミン（京都府、歌手）
- 5月18日 - 瀬戸康史（福岡県、歌手・俳優、D-BOYSおよびD☆DATEのメンバー）
- 5月20日 - 長瀬実夕（北海道、歌手）
- 5月24日 - 渡名喜幸子（沖縄県、歌手、FLiP）
- 5月29日 - Rover（大阪市、歌手、ベリーグッドマン）
- 6月1日 - 玉置成実（和歌山県、歌手）
- 6月3日 - 柳下大（神奈川県、歌手・俳優、D-BOYSおよびD☆DATEのメンバー）
- 6月7日 - 小関竜矢（神奈川県、歌手、Bentham）
- 6月11日 - HALCA（歌手、HIGH and MIGHTY COLOR）
- 6月11日 - 新垣結衣（沖繩県、女優、元歌手）
- 6月15日 - 中村千尋（熊本県、歌手、PlayYou.House）
- 6月20日 - May J.（神奈川県、歌手）
- 6月20日 - 安田奈央（石川県、歌手）
- 6月22日 - 加藤ミリヤ（愛知県、シンガーソングライター）
- 6月22日 - きさ（東京都、歌手、HAPPY BIRTHDAY）
- 6月26日 - 中西里菜（大分県、歌手、AKB48およびChocolove from AKB48の元メンバー）
- 6月28日 - 分島花音（歌手、チェリスト）
- 6月28日 - 河邉徹（兵庫県、ドラマー、小説家、WEAVER）
- 6月30日 - あっこゴリラ（東京都、ラッパー）
- 7月3日 - NOBU（宮崎県、歌手）
- 7月4日 - 海宝直人（千葉県、俳優、歌手、CYANOTYPE）
- 7月11日 - 戸島花（埼玉県、歌手、AKB48およびSDN48の元メンバー）
- 7月11日 - 井口裕香（東京都、声優、歌手、RO-KYU-BU!）
- 7月12日 - 種田梨沙（東京都、声優、歌手）
- 7月25日 - 松下唯（福岡県、元SKE48）
- 7月25日 - 小西遼（東京都、サックス奏者、CRCK/LCKS）
- 7月26日 - 秋元才加（千葉県、歌手・女優、AKB48およびDiVA・Chocolove from AKB48の元メンバー）
- 7月27日 - 内田直孝（三重県、歌手、Rhythmic Toy World）
- 7月28日 - 仲村宗悟（沖縄県、声優、歌手）
- 7月31日 - 遠藤舞（東京都、歌手、元アイドリング!!!）
- 8月9日 - 藤岡みなみ（兵庫県、タレント、歌手、PANDA 1/2）
- 8月10日 - HARUNA（愛知県、歌手、SCANDAL）
- 8月11日 - 寺島惇太（長野県、声優、歌手）
- 8月14日 - 麻衣愛（東京都、Chu-Z、バニラビーンズおよびアイドリング!!!の元メンバー）
- 8月18日 - 奥野翔太（兵庫県、ベーシスト、WEAVER）
- 8月30日 - JYONGRI（大阪府、シンガーソングライター）
- 9月4日 - 武川アイ（東京都、歌手）
- 9月7日 - PON（大阪府、歌手、ラックライフ）
- 9月13日 - 辻井伸行（東京都、ピアニスト）
- 9月14日 - 秦佐和子（大阪府、声優、元SKE48）
- 9月14日 - 宮田俊哉（神奈川県、歌手、Kis-My-Ft2）
- 9月19日 - 小野武正（埼玉県、ギタリスト、KEYTALK）
- 9月20日 - 大本彩乃（広島県、歌手、Perfume）
- 9月20日 - 佐藤千亜妃（岩手県、歌手、元女優、きのこ帝国）
- 9月20日 - DYES IWASAKI（宮崎県、ミュージシャン、FAKE TYPE.）
- 9月21日 - きくお（神奈川県、音楽家、きくおはな）
- 9月24日 - 江沼郁弥（茨城県、ミュージシャン、plenty）
- 9月27日 - 石川マリー（東京都、歌手）
- 10月7日 - 上北健/KK（東京都、歌手）
- 10月13日 - 田口囁一（漫画家、歌手、感傷ベクトル）
- 10月17日 - 大島優子（栃木県、女優・歌手、AKB48およびNot yetの元メンバー）
- 10月17日 - 相羽あいな（大阪府、声優、歌手、Roselia）
- 10月18日 - SAKI（高知県、歌手、Cyntia）
- 10月19日 - 八木優樹（東京都、ドラマー、KEYTALK）
- 10月20日 - 新垣里沙（神奈川県、歌手、元モーニング娘。）
- 10月20日 - 寒川綾奈（和歌山県、シンセサイザー奏者、元COSMETICS/元SILENT SIREN）
- 10月24日 - 櫻川めぐ（茨城県、声優、歌手、Roselia）
- 10月27日 - 長妻樹里（北海道、声優、歌手）
- 10月28日 - GEN（愛知県、歌手、04 Limited Sazabys）
- 10月28日 - 泉沙世子（大阪府、歌手）
- 11月3日 - そらる（宮城県、歌手、After the Rain）
- 11月5日 - 原紗友里（東京都、歌手・声優、LISP）
- 11月8日 - AMI・AYA（静岡県、モデル、歌手、AMIAYA）
- 11月11日 - 渋沢葉（千葉県、シンガーソングライター）
- 11月11日 - 小松未可子（三重県、歌手・声優）
- 11月11日 - mitsu（東京都、歌手、ν［NEU］）
- 11月12日 - ももちひろこ（福岡県、歌手）
- 11月20日 - 中村一太（ミュージシャン、plenty）
- 11月22日 - 佐藤由加理（静岡県、歌手、AKB48およびSDN48の元メンバー）
- 11月26日 - 與真司郎（大阪府、歌手、AAA）
- 12月3日 - 川谷絵音（長崎県、シンガーソングライター、indigo la Endおよびゲスの極み乙女。）
- 12月3日 - 杉本雄治（兵庫県、ミュージシャン、WEAVER）
- 12月4日 - azusa（鹿児島県、シンガーソングライター）
- 12月4日 - 渡部優衣（大阪府、声優、歌手）
- 12月16日 - 駒谷仁美（埼玉県、歌手、AKB48およびSDN48の元メンバー）
- 12月17日 - UMI☆KUUN（愛媛県、歌手、NormCore）
- 12月19日 - 濵田崇裕（兵庫県、歌手、WEST.）
- 12月23日 - 亀井絵里（東京都、歌手、元モーニング娘。）
- 12月23日 - 樫野有香（広島県、歌手、Perfume）
- 12月26日 - 能登有沙（千葉県、シンガーソングライター、StylipS）

## 死去
出身地または国籍が日本である人物の国名表記は省略。
- 1月19日 - エフゲニー・ムラヴィンスキー（ ソビエト連邦、指揮者、*1903年）
- 2月3日 - ハダメス・ジナタリ（ ブラジル、作曲家・ピアニスト、*1906年）
- 3月7日 - ディヴァイン（ アメリカ合衆国、俳優・歌手、*1945年）
- 3月8日 - ヘンリク・シェリング（ ポーランド→ メキシコ、ヴァイオリニスト、*1918年）
- 3月10日 - ウィリアム・ワーズワース（ イギリス、作曲家、*1908年）
- 3月29日 - 宮城宗典（東京都、ヒルビリー・バップスのボーカル、*1965年）
- 4月7日 - ツェザール・ブレスゲン（ オーストリア、作曲家、*1913年）
- 4月11日 - 木森敏之（北海道、作曲家・編曲家、*1947年）
- 4月15日 - ユーリ・エゴロフ（ ソビエト連邦→ オランダ、ピアニスト、*1954年）
- 4月20日 - ギル・エヴァンス（ カナダ、ジャズピアニスト・編曲家、*1912年）
- 5月13日 - チェット・ベイカー（ アメリカ合衆国、ジャズトランペット奏者・歌手、*1929年）
- 6月25日 - ヒレル・スロヴァク（ イスラエル→ アメリカ合衆国、レッド・ホット・チリ・ペッパーズのギタリスト、*1962年）
- 7月18日 - ジョリー・ブラガ＝サントス（ ポルトガル、作曲家、*1924年）
- 7月18日 - ニコ（、歌手・女優、*1938年）
- 7月25日 - 箱崎晋一朗（岩手県、歌手、*1945年）
- 8月9日 - ジャチント・シェルシ（ イタリア、作曲家、*1905年）
- 11月13日 - アンタル・ドラティ（ ハンガリー→ アメリカ合衆国、指揮者、*1906年）
- 12月6日 - ロイ・オービソン（ アメリカ合衆国、歌手、*1936年）